# Bob Sousa
Roberto Bezerra de Sousa, mais conhecido como Bob Sousa (São Paulo, 25 de outubro de 1972), é fotógrafo de teatro de São Paulo. Possuiu um acervo pessoal de imagens onde estão registrados mais de 300 espetáculos.

## Biografia
Graduado em Publicidade e Propaganda pela Universidade Paulista em 2001, profissionalizou-se na área de fotografia teatral em 2002. Inicialmente fazia uma pesquisa focada principalmente no registro de companhias teatrais vanguardistas, passando a ser requisitado por grupos importantes da cena paulistana como o Teatro Oficina de José Celso Martinez Corrêa, o Macunaíma de Antunes Filho, Os Satyros de Rodolfo García Vázquez e Ivam Cabral, e o Cemitério de Automóveis de Mário Bortolotto. Na última década registrou os mais importantes espetáculos da cidade de São Paulo, documentando os projetos de centenas de profissionais.
Trabalhando de forma independente, seu trabalho já foi publicado nos jornais Folha de S.Paulo, O Estado de S. Paulo, Jornal da Tarde, nos portais R7 e UOL e nas revistas Época, Bravo! e Veja São Paulo. Atualmente, é colunista no portal da SP Escola de Teatro, no site e na publicação impressa da revista CULT, além de contribuir com artigos para publicações voltadas às artes cênicas e visuais. Nos últimos anos, tem se dedicado ainda a uma série de retratos de artistas do teatro brasileiro (e alguns internacionais).
Em 2011, integrou o projeto de pesquisa “Portal de História do Teatro Mundial e Brasileiro”, coordenado por Alexandre Mate, de modo que suas obras passarão a fazer parte do acervo da Biblioteca do Instituto de Artes da UNESP (Universidade Estadual Paulista) e estarão à disposição no portal online, vinculado a pesquisa teatral realizada pela universidade.
Em 2015 tornou-se mestre em artes cênicas pelo Instituto de Artes da Unesp.
Em 2016 tornou-se crítico em artes visuais pela APCA.
Em 2017, lança o livro Atos de Coexistência  em parceria com a Supervisão de Artes Cênicas do SESI, com textos de Valmir Santos e fotos suas.

## Obras
- Retratos do Teatro - Editora Unesp, 2016
- O lugar da fotografia na cena teatral paulistana no século XXI - dissertação para obtenção do título de mestre em artes cênicas para o Instituto de Artes da Unesp, 2015[6]
- Atos de Coexistência - 30 anos do núcleo de Artes Cênicas do SESI - Editora SESI - SP

## Exposições
- Instante Eterno, na inauguração da SP Escola de Teatro
- Revelando a Caixa Preta, a partir dos espetáculos apresentados no Espaço Beta – Sesc Consolação, em 2013
- Retratos do Teatro no XXI FENTEP, organizado pelo SESC Presidente Prudente
- Retratos do Teatro no espaço CULT[17]

## Prêmios
- Indicado para o Premio CPT – Cooperativa Paulista de Teatro – 2012, pela vasta produção fotográfica dos coletivos teatrais paulistanos.
- Ganhador da Ordem do Mérito e da Arte e da Cultura Nelson Rodrigues, em 2015, pela sua contribuição ao teatro[18]